# Écomusée de Montsinéry-Tonnegrande
L'écomusée de Montsinéry-Tonnegrande est un écomusée qui se situe dans la commune éponyme, du département d'outre-mer et de la région française de Guyane.